# Parque nacional de Tunka
Parque nacional de Tunka (en ruso: Тункинский национальный парк) es un área protegida de la Federación de Rusia en la región de Siberia, y establecido el 27 de mayo de 1991. El parque nacional tiene una superficie de 1.183.662 hectáreas.  Este es uno de los parques más grandes de Rusia.  Su sede se encuentra en el pueblo de Kyren, capital administrativa del rayón de Tunka en la República de Buriatia. Cerca de veintitrés mil personas (2006) permanecen dentro del territorio del parque nacional.